# 한국종자연구회
한국종자연구회는 연구발표회, 세미나 또는 심포지엄 개최, 기술개발 및 육종품종전시회 개최 등 종자산업 발전을 위한 연구사업 등 정책개발 목적으로 2004년 12월 5일 설립된 대한민국 농림축산식품부 소관의 사단법인이다. 사무실은 경상북도 김천시 혁신8로 119 (율곡동, 국립종자원)에 있다.

## 주요 사업
- 정기적인 연구발표회, 세미나 또는 심포지엄 개최
- 연구결과 및 국내외 관련정보를 실은 연구회지 발간 : 연구회지 『종자과학과 산업』 발간 년 4회
- 종자산업 발전을 위한 연구사업 및 정책개발
- 육종가 교육훈련 사업 수행
- 종자산업현장 견학 : 년 2회